# إميل ماجنوسون
إميل ماجنوسون (بالسويدية: Emil Magnusson)‏ هو منافس ألعاب قوى سويدي، ولد في 23 نوفمبر 1887 في Genarp ‏ في السويد، وتوفي في 26 يوليو 1933 في مالمو في السويد.

## وصلات خارجية
- إميل ماجنوسون على موقع اللجنة الأولمبية الدولية (الإنجليزية)
- إميل ماجنوسون على موقع أوليمبيديا (الإنجليزية)
- إميل ماجنوسون على موقع اللجنة الأولمبية السويدية (السويدية)